# Yamaranguila
Yamaranguila est une municipalité du Honduras, située dans le département de Intibucá. La municipalité comprend 14 villages et 76 hameaux. Yamaranguila est fondée en 1878.

## Source de la traduction
- (es) Cet article est partiellement ou en totalité issu de l’article de Wikipédia en espagnol intitulé « Yamaranguila » (voir la liste des auteurs).